# Frente de Liberación Nacional (Grecia)

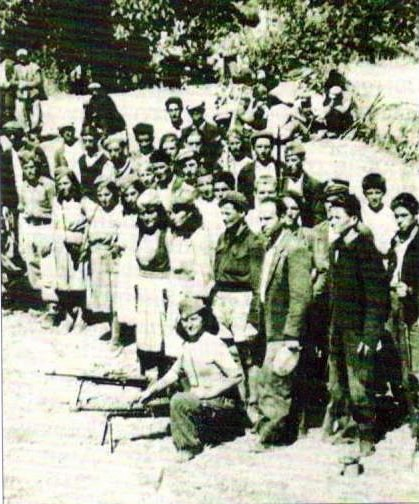
Participantes de la conferencia del Frente de Liberación Nacional en la aldea de D'mbeni, Dendrohori, Macedonia del Egeo en abril de 1944.

El Frente de Liberación Nacional (EAM - Ethnikon Apeleutherotikon Metopon) griego fue la principal organización de resistencia al Eje durante la Segunda Guerra Mundial y, en la posguerra, la parte derrotada en la guerra civil griega. Organización del tipo "frente popular" controlada por el Partido Comunista Griego, fue la mayor organización de la resistencia griega y la más activa.
En la lucha por el poder tras la retirada del Eje en el otoño de 1944 las fuerzas conservadoras, encabezadas por el rey Jorge II de Grecia y respaldadas por el Reino Unido y, más tarde, por los Estados Unidos, lograron la derrota de EAM. Durante la guerra Churchill defendió la necesidad del regreso del monarca para asegurar que Grecia no quedase controlaba por un gobierno comunista y para tratar así de mantener la influencia británica en el Mediterráneo oriental.

## Historia
Jorge II de Grecia 4 de agosto de 1936 de Ioannis Metaxas dio lugar a una amplia corriente republicana en el país, que culpaba al monarca de la implantación de un régimen fascistas. Esto dio lugar al surgimiento de un vigoroso movimiento de resistencia de la izquierda, dominado por el Partido de Anos Competitivos, durante el periodo de ocupación por el Eje.
El Partido Comunista de Grecia comenzó a crear organizaciones clandestinas tras la derrota griega a manos de Alemania en abril de 1941. En mayo se creó la «Ayuda Nacional Mutua» (EA) y en julio el "Frente Nacional de Liberación de los Trabajadores" (EEAM), bajo control total comunista.
El EAM se fundó el 27 de septiembre de 1941, con un comité central de 25 miembros, supuestamente representantes de otras tantas organizaciones, aunque desde el comienzo con aspecto de estar controlado por el KKE. Los partidos unidos en EAM eran claramente de izquierda, aunque el movimiento tenía la herencia antifascista y su expresión organizativa era la de un frente popular centrado en la liberación nacional y en la reforma democrática del país. Sin embargo, muchos de los principales políticos Republicanos de derecha y tradicionales, así como los principales militares de la época no ingresaron en la organización.
Las primeras acciones tuvieron lugar el aniversario del comienzo de la guerra greco-italiana, el 28 de octubre, con un discurso patriótico en la Universidad de Atenas y la escritura en fuego del nombre de la organización en el monte Himeto. Al año siguiente hubo manifestaciones de estudiantes y huelgas contra el reclutamiento forzoso de trabajadores en marzo.
El 16 de febrero de 1942 el comité central proclamó la creación de una sección armada, ELAS. El anuncio público se hizo el 10 de marzo de 1942. EL KKE trató de no aparecer como el creador directo de la formación armada.

## Estructura y características
EAM, formada por la coalición de cinco partidos que contaban con un representante cada uno, formó pronto una serie de organizaciones subsidiarias que fueron la fuente de su influencia en la resistencia griega: la organización armada, el Ejército Popular de Liberación Nacional (ELAS), el 'Partido Nacional Liberal'
```
(EPON), la "Ayuda Nacional Mutua" (EAM) o el "Frente de Liberación Nacional de los Trabajadores" (EEAM).
[
5
]
 Estas organizaciones permitieron la participación masiva de la población en la resistencia al ocupante.
[
5
]
```

Aunque la mayor parte de los simpatizantes de EAM provenían de las clases más humildes, contó con respaldo en todas las clases sociales. Obispos, generales o profesores universitarios se afiliaron a la organización. Prácticamente todos los dirigentes sindicales griegos se afiliaron a EEAM.
Uno de los éxitos de EAM, controlado por el KKE, fue la combinación de la estructura piramidal de control de EAM con la implantación del autogobierno local en las poblaciones bajo su control. Hombres y mujeres tenían derecho a votar en la elección de los órganos de gobierno local establecidos en los territorios bajo control de EAM. La autonomía local, que llegó a extenderse a dos tercios del territorio nacional hacia el final de la ocupación y llegaba hasta los distritos y las prefecturas, fue en general bien recibida por la población y funcionó con relativa eficacia como sustituto de la administración tradicional.
La base de EAM se encontraba en sus organizaciones locales. En cada localidad bajo su control actuaban 4 secciones de EAM: EPON, EA, un comité de EAM y ETA, encargada de recolectar una especie de impuesto para el sostenimiento de ELAS. El secretario del comité local de EAM, que controlaba el resto de secciones, solía ser un miembro del KKE y era la figura a través de la que el partido comunista controlaba EAM. La estructura piramidal de la organización reforzaba este control.
Los secretarios de comités de varias localidades elegían a los miembros del comité de distrito que, a su vez, elegían un secretario de distrito. Varios de estos escogían al comité de prefectura que seleccionaba a su vez un comité regional, que abarcaba grandes regiones griegas como Tesalia o el Peloponeso. Cada una de estas regiones, además de las principales ciudades, enviaban un representante al comité central de EAM. Este contaba con 25 miembros.

## Monarquía y comunismo
En su intento de formar un Estado paralelo al del gobierno exiliado, el 1 de enero de 1944 EAM anunció la creación de «comités populares de autogestión», organismos de administración local.
A comienzos de 1944, los dos principales posturas que caracterizaban la política griega eran el comunismo y la monarquía. Los comunistas, los únicos con apoyos en todos los lugares cruciales en el futuro enfrentamiento (las fuerzas armadas, la resistencia, la capital, la marina o entre los políticos tradicionales) aprovecharon las disputas entre las fuerzas republicanas y las monárquicas.
El 14 de marzo de 1944, los comunistas formaron el «Comité Político de Liberación Nacional» (PEEA), con un impresionante número de personalidades destacadas, que inmediatamente tomó las responsabilidades de un Gobierno clandestino, a pesar de asegurar lo contrario al Gobierno en el exilio. El comité debía encargarse de organizar un Consejo Nacional (parlamento) en las zonas liberadas —por primera vez con participación femenina— y de redactar nuevas leyes. Servía además para presionar al Gobierno en el exilio para formar un nuevo gobierno de unidad nacional. Las principales acciones del PEEA en sus seis meses de existencia fueron principalmente de coordinación de las administraciones locales y regionales ya establecidas y la promulgación de cierta legislación liberal (declaración del demótico como idioma nacional, igualdad de retribución a ambos sexos, implantación del salario mínimo...).
El 2 de septiembre de 1944, como consecuencia de la conferencia de Líbano surgida del deseo creciente de la formación de un Gobierno de unidad nacional y del motín de tropas griegas de 1944, EAM pasó a formar parte del nuevo Gobierno de unidad encabezado por Georgios Papandreu. El PEEA y el parlamento provisional elegido poco después de su creación fueron disueltos.
También en septiembre, EAM aceptó el llamado «acuerdo de Caserta» por el que todas las unidades armadas en territorio griego pasaban a estar controladas por el gobierno de unidad nacional de Papandreu. Un general británico debía dirigir estas fuerzas.

## Evacuación alemana y guerra civil
Los Gobiernos británico y estadounidense participaron activamente en la destrucción militar de EAM y en la restauración de la monarquía en Grecia entre 1944 y 1950. Entre las consecuencias de la intervención militar anglo-norteamericana se contaron la formulación de la «Doctrina Truman», el regreso de la monarquía y de la derecha política al poder o la idealización por esta de la figura de Ioannis Metaxas.